# Quinto Tineyo Rufo (cónsul 182)
Quinto Tineyo Rufo  fue un senador romano de los siglos II y III, que desarrolló su carrera bajo los imperios de Marco Aurelio, Cómodo, Pertinax, Septimio Severo, Caracalla, Macrino y Heliogábalo.

## Origen y familia
De familia natural de Volaterra en Etruria, era nieto de Quinto Tineyo Rufo, consul ordinarius en 127, bajo Adriano, hijo de Quinto Tineyo Sacerdote Clemente, consul ordinarius en 158, bajo Antonino Pío, y hermano de Quinto Tineyo Sacerdote, consul suffectus en 192, bajo Cómodo, y consul ordinarius en 219, bajo Heliogábalo, y de Quinto Tineyo Clemente, consul ordinarius en 195, bajo Septimio Severo. 

## Carrera
El primer testimonio de su cursus honorum es su pertenencia al colegio de los Saliii Pallatini en 170-172, bajo Marco Aurelio. Después fue designado por Cómodo consul ordinarius en 182.